# 워털루 대학교
워털루 대학교(영어: University of Waterloo)는 캐나다의 공립 연구중심대학으로, 온타리오주 워털루에 있다. 1957년에 설립되었기 때문에 2007년이 설립 50주년이 되는 해이다. 학생들이 일년의 일정 부분간을 산업 여러분야의 기업에서 인턴을 하며 배우는 코압 프로그램(Co-op program)을 운영하고 있다. 3학기제를 운영하고 있다.

## 역사
원래 워털루 대학교는 1955년에 루터파 개신교도들을 위한 대학교로 구성이 되었었다. 그러나 1957년 게리 헤이기 박사와 이라 니들스 박사의 지도하에 공학과 기초과학을 중점으로 하는 학교가 세워지게 되었으며, 1959년에 온타리오 주정부의 인가를 받아 대학교로 설립이 되었다. 주변의 작은 신학교들을 흡수하며 자라기 시작했다. 1957년 러시아에서 최초의 우주 발사체 스푸트니크 1호를 발사에 성공하자 이에 캐나다 정부는 워털루 대학교에 주정부 차원의 지원이 들어감으로 발전이되었다.

## 교육과 연구

### 학교 랭킹과 명성
워털루 대학교는 캐나다의 첨단기술 산업에 큰 기여를 한 것으로 잘 알려져 있다. 현재 워털루 대학교는 이과계열 뿐만이 아니라 문과계열등을 발전시키기 위해 큰 투자를 하고있다.
- 2020년 세계 대학 학술 랭킹 세계 대학 평가에서 세계 151위, 캐나다 6위에 랭크되었다.[6]

- 2020년 QS 세계 대학 평가에서 세계 166위, 캐나다 7위에 랭크되었다.[7]

- 2020년 타임즈 세계 대학 평가에서 세계 201위, 캐나다 9위에 랭크되었다.[8]

- 2020년 타임즈의 세계대학 고용 선호도 순위에선 세계 200위, 캐나다 9위[9]로 평가됐다.

- 2020년 U.S. 뉴스 & 월드 리포트 세계 대학 평가에서 세계 210위, 캐나다 9위에 랭크되었다.[10]

- 2020년 캐나다 전국 여론 조사에서 워털루 대학교는 캐나다 3위 대학으로 평가됐다.[11]

| 종합 순위 | 대학교                   | 종합 순위 | 대학교                 |
| --------- | ------------------------ | --------- | ---------------------- |
| #1        | 토론토 대학교            | #11       | 사이먼 프레이저 대학교 |
| #2        | 브리티시 컬럼비아 대학교 | #12       | 캘거리 대학교          |
| #3        | 맥길 대학교              | #13       | 라발 대학교            |
| #4        | 앨버타 대학교            | #14       | 댈하우지 대학교        |
| #5        | 맥마스터 대학교          | #15       | 오타와 대학교          |
| #6        | 퀸즈 대학교              | #16       | 요크 대학교            |
| #7        | 웨스턴 온타리오 대학교   | #17       | 매니토바 대학교        |
| #8        | 워털루 대학교            | #18       | 궬프 대학교            |
| #9        | 몬트리올 대학교          | #19       | 칼턴 대학교            |
| #10       | 빅토리아 대학교          | #20       | 서스캐처원 대학교      |

## 학교의 구성

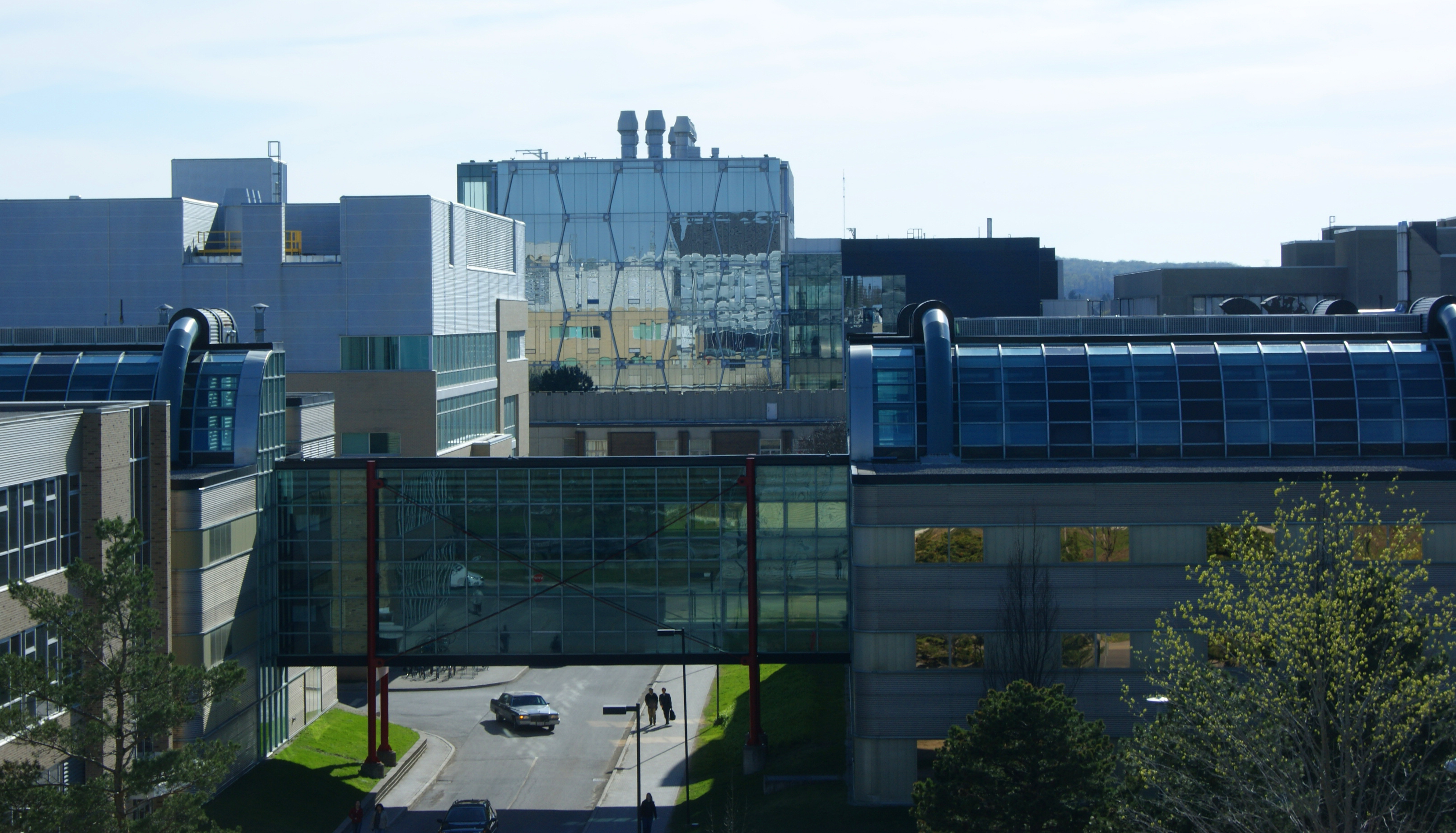
University of Waterloo William G. Davis Computer Research Center Bridge

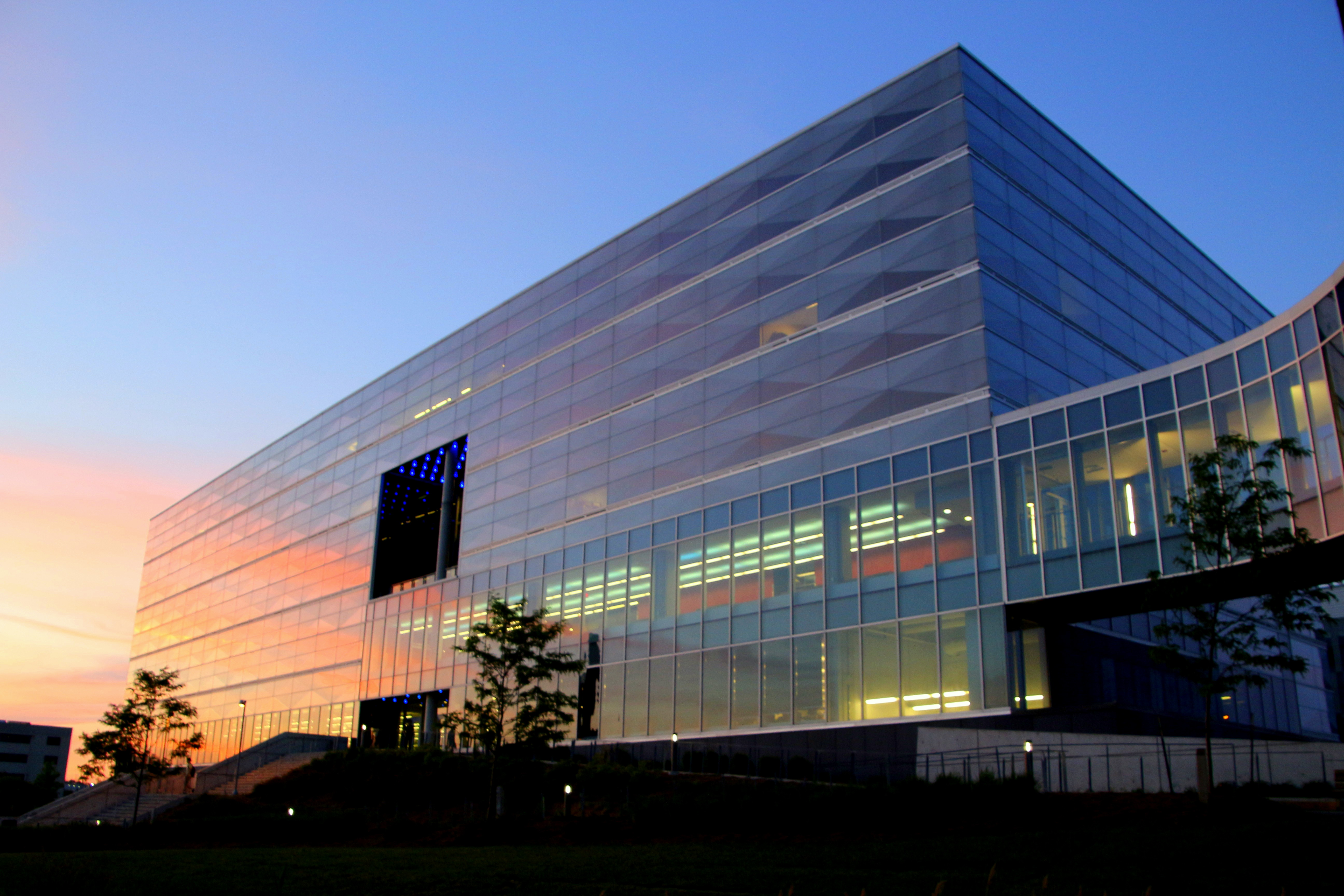
E5 건물 앞면

워털루 대학교는 여러 학부(faculty)로 구성되어 있고, 각 학부 내에 과가 있다.
- 응용생명과학부 (Applied health science)
- 인문학부 (Arts)
- 공학부 (Engineering)
- 환경학부 (Environmental studies)
- 수학부 (Mathematics)
- 과학부 (Science)
- 전문학부 (Professional schools)
  - 약학대학원 (약대)
  - 검안대학원 (검안대)

## 전문대학원(Professional School) 과정
일반 대학원과 전문 대학원으로 구분할 수 있다. 워털루대학교는 치/의과전문대학원, 법학전문대학원이 없는 중형대학이다. 전문대학원의 목록은 다음과 같다.
- : 검안과 전문대학원 Vision Science (Optometry)
- : 약학 전문대학원 Waterloo School of Pharmacy

### 워털루 검안대학원
캐나다에 두 번째 검안전문대학원이며 캐나다의 영어로 수업을 진행하는 유일한 검안전문대학원이다.검안의 과정은 워털루대, 불어권 몬트리올대에만 있다. 지원자격은 지원요구 과목들을 충족한 3학년때부터 지원 가능하며, 성적과 OAT 성적 추천서등을 필요로 한다.
Optometrist는 한국의 검안사와 안과의사 사이에 있는 직종으로 O.D를 취득할시 눈 검사와, 시력 건강에 관련된 처방권, 안경,렌즈 처방권등을 가지고 있다. 졸업후에 Doctors of Optometry (O.D.s/optometrists) 학위를 수여받는다.
검안의 과정을 마치면 조합시험에 합격해야 면허를 취득할 수 있으며 성공적으로 졸업시 사회적, 제정적으로 좋은 대우와 신뢰를 받는 직업이다.

### 워털루대학교 약학대학원

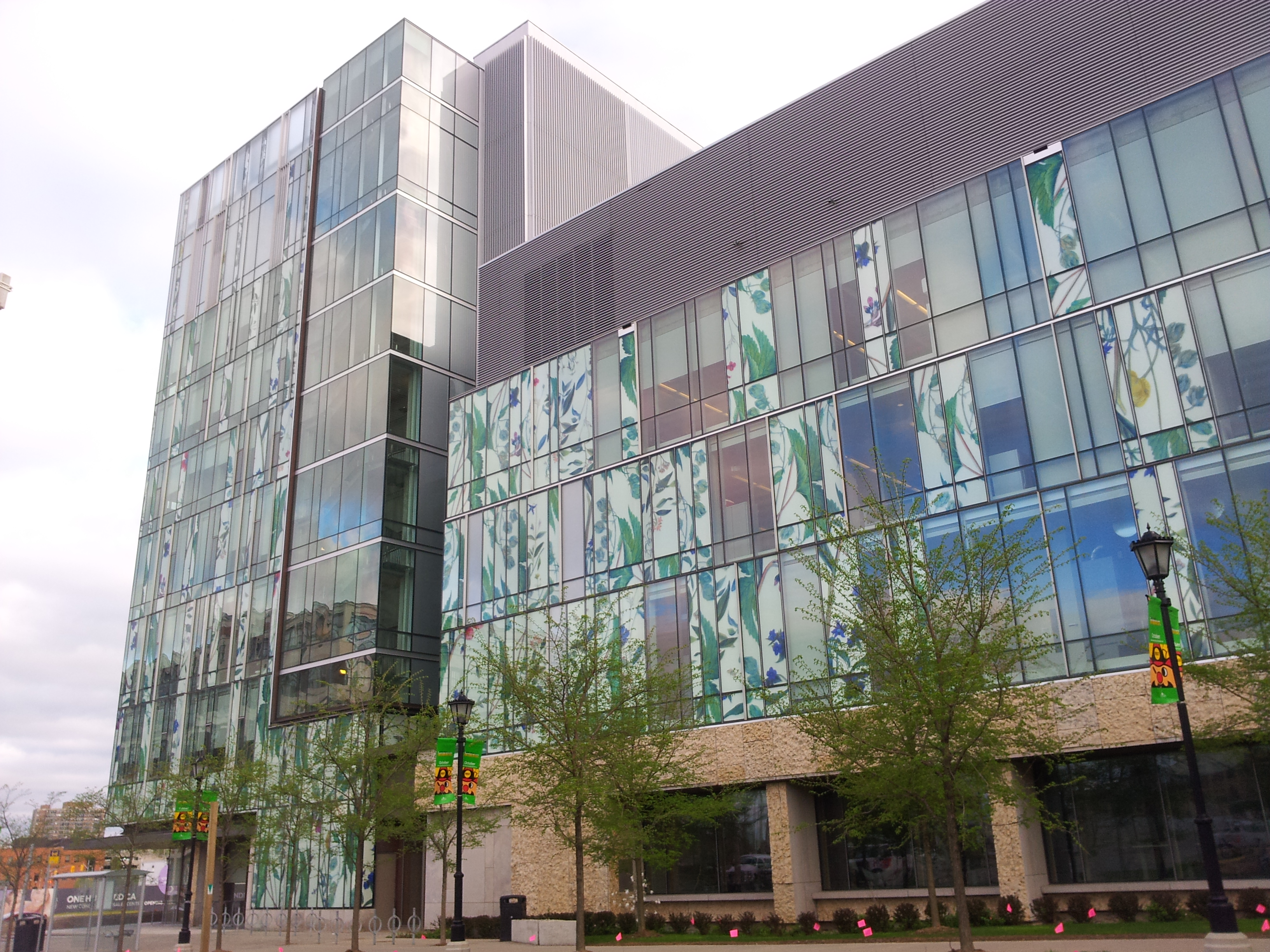
University of Waterloo School of Pharmacy

캐나다의 열 번째 약학대학원이다. 워털루대학교의 전문학부 중 하나인 약학대학원은 2008년에 워털루대학교 캠퍼스안에 지어질 계획이였으나 Kitchener 시의 재정지원계약으로 다운타운 Kitchener에 설립되었다. Doctor of Pharmacy (PharmD) 학위를 수여한다. 북미에서 두번째로 co-op 프로그램을 제공하는 약학대학원이다. 워털루 대학교는 캐나다에서 유일하게 성적가이드 라인과 의료관련 경력을 충족한 소수의 고등학교 학생들을 대상으로 약학대학원 자리를 미리 보장해주는 Conditional Admission to Pharmacy(CAP) 전형을 갖추고 있다.

## 같이 보기
- 대학별 노벨상 수상자 목록